# Abrud
Abrud (węg. Abrudbánya) – miasto w zachodniej Rumunii, w okręgu Alba (południowy Siedmiogród). Liczy 5072 mieszkańców (2011).

## Demografia
Skład etniczny według spisu z 2011 roku:
- Rumuni – 4703 (92,7 %)
- Węgrzy – 29 (0,57 %)
- Romowie – 22 (0,43 %)
- Niemcy – 3 (0,06 %)
- nieokreślona przynależność – 314 (6,2 %)